# Eigeltingen
Eigeltingen è un comune tedesco di 3 516 abitanti, situato nel land del Baden-Württemberg.